# Maria Seifert
Maria Seifert (* 15. Mai 1991 in Erfurt, Thüringen) ist eine deutsche Leichtathletin in der Startklasse T37, die sich auf Kurzsprints spezialisiert hat. Sie läuft auch in der Staffel.

## Berufsweg
Maria Seifert ist Kinderpflegerin in einem Kindergarten in Erfurt.

## Sportliche Karriere
Seifert kam über ihre Lehrerin in der Körperbehindertenschule in Erfurt zum Sport, weil sie „ziemlich schnell“ laufen konnte.
Mit 17 Jahren gewann sie 2008 bei den Paralympics in Peking über 100 und 200 Meter Bronze. Viele Meister- und Vizemeistertitel nicht nur bei Welt- und Europameisterschaften und Plätze unter den ersten Acht folgten, darunter Bronze über 200 Meter bei den Paralympics in London.
2016 bestritt Seifert ihre dritten Paralympics und kam als Mitglied der 4-mal-100-Meter-Staffel auf den 4. Platz.
Maria Seifert ist beim HSC Erfurt. Sie tritt in der Startklasse T37 (Athletin mit Hemiparese – die sie rechts hat) an.

## Ehrungen
2008 und 2012 wurde ihr vom Bundespräsidenten das „Silberne Lorbeerblatt“ verliehen.
Beim Ball des Thüringer Sports von Landessportbund Thüringen und der Stiftung Thüringer Sporthilfe wurde Maria Seifert als „Thüringer Behindertensportlerin des Jahres 2012“ geehrt.

## Persönliche Bestleistungen
Stand: 7. September 2016 
- 100 m: 14,08 s (deutscher Rekord)
- 4 × 100 m: 57,51 s

## Erfolge
international
- 2008: 3. Platz Paralympische Spiele (100 m und 200 m)
- 2011: IPC Vizeweltmeisterin (100 m)
- 2011: 4. Platz IPC-Weltmeisterschaften (4 × 100 m)
- 2011: 7. Platz IPC-Weltmeisterschaften (200 m)
- 2012: IPC-Europameisterin (100 m und 200 m)
- 2012: IPC-Vizeeuropameisterin (4 × 100 m)
- 2012: 8. Platz IPC-Europameisterschaften (400 m)
- 2012: 3. Platz Paralympische Spiele (200 m)
- 2012: 4. Platz Paralympische Spiele (100 m)
- 2013: IPC Vizeweltmeisterin (100 m)
- 2013: 6. Platz IPC-Weltmeisterschaften (200 m)
- 2014: 3. Platz IPC-Europameisterschaften (100 m und 4 × 100 m)
- 2015: 6. Platz IPC-Weltmeisterschaften (100 m)
- 2016: 4. Platz Paralympische Spiele (4 × 100 m)
- 2016: 6. Platz Paralympische Spiele (100 m)